# ظهر شانگهای
ظهر شانگهای (به انگلیسی: Shanghai Noon) فیلمی محصول سال ۲۰۰۰ به کارگردانی تام دی است. در این فیلم جکی چان، اوون ویلسون، لوسی لیو، زاندر برکلی، والتون گوگینس و جیسون کانری بازی کردند.